# Cyrtandra lillianae
Cyrtandra lillianae là một loài thực vật có hoa trong họ Tai voi. Loài này được Setch. mô tả khoa học đầu tiên năm 1931.